# 1841 in Italia

## Avvenimenti
- Ferdinando II di Borbone fonda, alle pendici del Vesuvio, l'Osservatorio Vesuviano[1].
- viene inaugurata la stazione di Torre del Greco

## Cultura
- Nasce a Firenze la Libreria Editrice Felice Paggi.
- a Firenze viene fondato l'Archivio storico italiano che inizia le pubblicazioni l'anno successivo.

### Letteratura
- viene pubblicato Niccolò de' Lapi, ovvero i Palleschi e i Piagnoni, romanzo storico di Massimo d'Azeglio.

### Musica
- 11 febbraio: Adelia, opera in tre atti di Gaetano Donizetti, su libretto di Felice Romani e di Girolamo Maria Marini, debutta al Teatro Apollo di Roma.

- 26 dicembre: debutta al Teatro alla Scala l'opera Maria Padilla di Gaetano Donizetti su libretto di Gaetano Rossi.

### Saggi
- Stefano Delle Chiaje pubblica la sua "Descrizione e notomia degli animali invertebrati della Sicilia citeriore"[2].